# Мері Моріссі
Мері Моріссі (нар. 1949) — американська письменниця Нової думки та активістка за мир у всьому світі. Авторка книги "Проклади свій шлях до мрії", у якій описала історію свого життя. Також є авторкою книги «Не менше, ніж велич» про встановлення миру. У 2002 році Моріссі написала книгу «Нова думка: практична духовність». Американський письменник Уейн Дайер назвав її «однією з найвдумливіших вчительок нашого часу». 
Морріссі змалку брала участь у міжнародній діяльності. В 1995 році  заснувала Асоціацію глобальної нової думки та стала її першим президентом.   У 1997 році працювала з онуком Махатми Ганді, Аруном Ганді, над створенням Міжнародної організації «Сезон ненасильства».   Станом на січень 2019 року в усьому світі викладався предмет Сезон ненасильства . 

## Раннє життя
Мері Морріссі народилася в Бівертоні, штат Орегон, у 1949 році. Була віце-президентом у своєму класі, коли їй було 16 років, але згодом закохалася в студента коледжу та завагітніла. Тоді її вигнали зі школи, оскільки підліткова вагітність погано сприймалася. Після народження дитини Моріссі сильно захворіла на ниркову хворобу, і їй сказали, що їй залишилося жити лише шість місяців. Вона вважала, що це тому, що вона народила дитину у молодому віці.

## Гуманітарна робота та активізм
Моріссі стала вчителькою, а в 1975 році - пастором. Вона почала публічно виступати у сферах нової думки, духовного зростання та миру. Стала лідером групи «Нова думка» та допомогла у створенні духовних центрів у США. За словами Вейна Дайера, саме її людяність «зачепила» людей.
Феміністка американського фемінізму другої хвилі 1970-х років, Морріссі працювала з Барбарою Маркс Хаббард і Джиною Г’юстон, щоб заснувати Товариство універсальної людини. Пізніше їй запропонували стати членом Лідерської ради, заснованої Джеком Кенфілдом.
Моріссі працював з Далай-ламою над питаннями, що стосуються Групи глобального миру. Вона познайомилася з Нельсоном Манделою в Південній Африці і пізніше використовувала його вчення про мир у своїй роботі.
Як активістка міжнародного миру Моріссі разом із Арун Ганді заснувала Міжнародну організацію "Сезон ненасильства". У рамках роботи у цій організації Морріссі попросили виступити з промовами в Організації Об’єднаних Націй, щодо припинення насильства, а потім про необхідність міжнародного порядку денного миру. Предмет "Сезон ненасильства" стали викладати в усьому світі у школах та університетах. Станом на січень 2019 року предмет «Сезон ненасильства» включений у системах освіти у всьому світі.

## Випуски Центру збагачення життя
Морріссі є засновницею Центру збагачення життя в Орегоні. У 2004 році вона та її колишній чоловік несподівано оголосили про банкрутство. Мері попросила вибачення за те, що спонукала її послідовників ризикувати своїми грошима. Вона погодилася виплатити уряду понад 10 мільйонів доларів для врегулювання боргів. Пізніше Моріссі розлучилася з чоловіком і наступні 14 років наполегливо працювала, щоб виплатити борг, який вона повністю виплатила у 2018 році.

## Книги

### Проклади свій шлях до мрії(1996)
У книзі «Проклади свій шлях до мрії» Моріссі описала проблеми, які у неї виникали як у матері-підлітка. Платформа Publishers Weekly назвала книгу «щирою» (доброю). Книгу прийняла спільнота саморозвитку. Вейн Дайер написав, що книга «виблискує» (яскраво сяє), а автор Гей Хендрікс назвав книгу «джерелом духовної мудрості». Журнал Peninsula Daily News назвав книгу «метафізичною класикою». У своїй книзі «Мистецтво бути» письменник Денніс Меррітт Джонс пише, що «Проклади свій шлях до мрії» рекомендована для читачів, зацікавлених у саморозвитку. Письменниця Тесс Кін в Alchemical Inheritance пише, що Building Your Field of Dreams була важливою, оскільки допомогла їй створити «дошки мрій». Письменник Сейдж Беннет у книзі "Прогулянка мудрості" писав, що книга Моріссі може допомогти сформувати нове мислення. Його іспанська версія використовується у духовній сфері.

### Не менше, ніж вершина: Пошук ідеального кохання в недосконалих стосунках(2001)
Вчення про стосунки мало важливе значення для Моріссі. Протягом багатьох років Морріссі писала статті для газет і журналів про стосунки між чоловіком та жінкою. У своїй книзі «Не менше, ніж вершина: Пошук ідеального кохання в недосконалих стосунках» Морріссі писала про «розвиток стосунків» (знаходження друзів). Цю книгу опублікували у всьому світі. Письменник Гері Зукав назвав книгу «практичною та надихаючою», а письменниця Маріанна Вільямсон написала, що книга «має бути посібником для пар». Роберт Лакросс вказав «Не менше, ніж вершину» як рекомендовану літературу у своїй книзі «Навчання через розлучення». Письменник Денніс Джонс рекомендував цю книгу у своїй книзі «Мистецтво бути» 2008 року.

Нова думка: практична духовність (2002)

У своєму вченні Моріссі використовувала цитати із Біблії, а також з Талмуду, Дао Де Цзин, Тору та ін. Бажаючи показати рух «Нова думка» в простому вигляді, Моріссі написала книгу «Нова думка: практична духовність». Опублікована видавництвом Penguin у 2002 році, книга складалася з коротких есе 40 лідерів Нової думки. Книгу використовують у науковій діяльності: у книзі «Альтернативна психотерапія» Джин Мерсер назвав її ключовою книгою для розуміння «взаємодії з духовним світом». У книзі Джонса та Бартлетта 2009 року «Духовність, здоров’я та зцілення» автори Янг і Купсен написали, що «Нова думка» Морріссі була важливою для розуміння різниці між рухом «Нова думка» та «Нью-Ейдж», написавши, що «Нова думка — це не Нью-Ейдж». Багато дослідницьких книг, у тому числі «Гуру сучасної йоги» Oxford University Press, пишуть, що книга «Нова думка» Морріссі була важливою книгою, адже допомогла зрозуміти групу «Нова думка».

Інші праці
Протягом багатьох років Морріссі писала статті для газет, журналів і книг, зокрема для Success Magazine. Цитати з її книг публікувалися в міжнародних журналах, а також у книгах. Її твори написані в книгах самодопомоги, християнських повчаннях, книгах про права, роботу та щастя. Серія «Курячий суп для душі» Саймона й Шустера містить її цитати. Як викладача її поважають за те, що вона надихнула на написання кількох книг, зокрема «Свідоме серце», «Мистецтво буття», «Натхненне життя», «Маленькі задоволення», «Дванадцять умов дива», «Зцілення від депресії», «Позитивна енергія», «Дев’яносто секунд до життя» інші. Легкість письма Морріссі зробила її, згідно з книгою Алана Коена «Впоратися з молитвою», «одним із найшановніших служителів руху Нової Думки». Її вчення опубліковано в книгах по всьому світу. Її шанують у Росії, а також на Далекому Сході, її вчення викладають в Індонезії та Китаї.

## Виступи у ЗМІ
На радіо Морріссі виступала для того, щоб «змінити світ на краще».   Вона записала багато аудіопрограм, у тому числі «Одинадцять забутих законів» з Бобом Проктором. 
Вона з'явилася у двогодинному телевізійному телешоу на каналі PBS: Building Dreams, який був заснований на її книзі Building Your Field of Dreams. Її програми були на багатьох каналах, включаючи телевізійні станції NBC. У кіно вона була першою прихильницею духовного кіно та знімалася в документальних фільмах. У 2005 році вона з'явилася в «Коде Мойсея». у 2007 році вона з'явилася в Living Luminaries. Фільм входить до списку найкращих духовних документальних фільмів. У 2009 році вона брала участь у фільмі «За межами секрету» разом з Лесом Брауном. У 2010 році вона знялася у фільмі Discover the Gift разом з Далай-ламою. У тому ж році вона також знялася у фільмі «Внутрішня вага». У 2014 році вона з’явилася у фільмі «Священна подорож серця», який переміг у категорії «Найкращий фільм» на Міжнародному кінофестивалі про навколишнє середовище, здоров’я та культуру 2014 року.
Її виступ на TEDx у 2016 році «Прихований код для перетворення мрій у реальність» набрав понад мільйон переглядів на YouTube.

## Критика
Джон С. Халлер у книзі «Тіньова медицина: плацебо в звичайних і альтернативних методах лікування» попереджає, що інші вчення в медицині, такі як вчення Мері Моріссі, не слід розглядати як заміну звичайній медицині.